# Rysops scintilla
Rysops scintilla är en fjärilsart som beskrevs av Paul Mabille 1877. Rysops scintilla ingår i släktet Rysops och familjen juvelvingar. Inga underarter finns listade.